# De Gids (Zeitschrift)

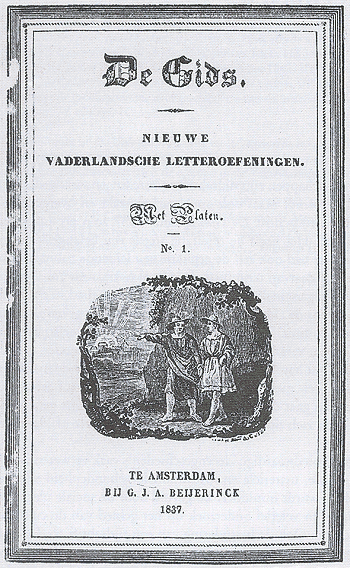
Titelblatt der ersten Ausgabe

De Gids (dt.: Der Führer) ist die älteste noch erscheinende niederländische Literaturzeitschrift.
Everhardus Johannes Potgieter und Reinier Cornelis Bakhuizen van den Brink hatten bereits 1834 die Zeitschrift De Muzen zusammen herausgegeben, von der aber nur sechs Hefte erschienen waren. 1837 gründeten sie mit Christianus Robidé van der Aa die Zeitschrift De Gids, die in ihrer Anfangszeit ein wichtiges Sprachrohr der niederländischen Romantik war. Anhänger der literarischen Bewegung Tachtigers (Die Achtziger) empfanden sie später als überholt und gründeten daher 1885 De Nieuwe Gids.
Heute erscheint die Zeitschrift zweimonatlich und wird von der politischen Wochenzeitschrift De Groene Amsterdammer herausgegeben. Alte Jahrgänge sind in der Digitale Bibliotheek voor de Nederlandse Letteren („Digitale Bibliothek der Niederländischen Literatur“) veröffentlicht.

## Quelle
- Wolfgang Lehmann: De Gids. In: Herbert Greiner-Mai (Hg.): Kleines Wörterbuch der Weltliteratur. VEB Bibliographisches Institut Leipzig 1983. S. 75.